# The Power of the Doctor
The Power of the Doctor (El Poder del Doctor) es el tercer y último episodio de la temporada de especiales de 2022 del programa de televisión británico de ciencia ficción Doctor Who, emitido originalmente el 23 de octubre de 2022 por BBC One. El episodio fue ordenado se ordenó con motivo de las celebraciones centenario del lanzamiento de la BBC, siendo puesto al aire cinco días después. Fue escrita por Chris Chibnall y dirigida por Jamie Magnus Stone.
Jodie Whittaker protagoniza su última aparición como la Decimotercer Doctor, junto a Mandip Gill y John Bishop como sus compañeros Yasmin Khan y Dan Lewis, respectivamente. El episodio también presenta el regreso de Jacob Anderson como Vinder y Jemma Redgrave como Kate Stewart, quienes aparecieron por última vez en la decimotercera temporada; Sacha Dhawan como El Amo y Patrick O'Kane como Ashad, quienes aparecieron por última vez en la duodécima temporada; además de Janet Fielding como Tegan Jovanka y Sophie Aldred como Ace, quienes ejercieron como acompañantes del protagonista durante de la década de 1980. El final del episodio presenta a David Tennant, quien previamente interpretó al Décimo Doctor, apareciendo como el Decimocuarto Doctor.

## Sinopsis
La Doctor y sus acompañantes rescatan un tren bala en el espacio de un ataque de Cyberman, pero Dan casi muere durante la incursión. Habiendo desarrollado un sentido de su mortalidad, Dan se separa de la Doctor para volver a su vida normal en la Tierra. Mientras tanto, un Dalek renegado se pone en contacto con la Doctor y le ofrece información sobre un complot Dalek para destruir a la humanidad.
Las antiguas compañeras de la Doctor, Tegan Jovanka (Janet Fielding) y Ace (Sophie Aldred), investigan el secuestro de varios sismólogos y la adición del rostro del místico ruso Grigori Rasputín a quince pinturas. Kate Stewart invita a la Doctor a la sede de UNIT para reunirse con Tegan y Ace y discutir sus hallazgos. La Doctor aclara que la nueva cara en las pinturas es en realidad la del Amo, a quien va a confrontar.
La Doctor se entera de que el Amo y sus Cyberman se han aliado con los Daleks para acabar con la humanidad en 2022 provocando erupciones de todos los volcanes de la Tierra simultáneamente. La Doctor se encuentra con el renegado Dalek y descubre que los otros Daleks le permitieron contactarla para capturarla, lo que hacen después de matar al traidor.
UNIT arresta al Amo, quien revela que envió una versión miniaturizada de Ashad a Tegan, quien asumió que era una advertencia de la Doctor. Este se agranda y actúa como un portal que lleva a Ashad y a una gran cantidad de Cyberman al cuartel general de UNIT, liberando al Amo. Los Daleks llevan a la Doctor al Imperio ruso en 1916 y se la entregan al Amo, quien usa la tecnología gallifreyana y el Qurunx (un ser de energía esclavizado) para obligarla a regenerarse en él. En su mente, la Doctor encuentra manifestaciones de su primera (David Bradley), quinta (Peter Davison), sexta (Colin Baker), séptima (Sylvester McCoy) y octava (Paul McGann) encarnaciones, quienes le informan que es posible deshacer la regeneración forzada con ayuda externa.
Un programa de inteligencia artificial creado por la Doctor, usando imágenes del Quinto, Séptimo, Fugitivo y Decimotercer Doctor, lleva a Ace a reunirse con el exacompañante Graham O'Brien (Bradley Walsh) y destruir la máquina del volcán Dalek, Tegan para destruir el convertidor Cyberman UNIT antes de convertir a Kate, Yaz y Vinder (Jacob Anderson) para capturar al Amo y hacer que deshaga la transformación de la Doctor. Derrotado, el Amo hiere mortalmente a la Doctor con el rayo de energía de Qurunx, lo que hace que comience a regenerarse.
La Doctor lleva a Yaz a casa antes de partir sola. Yaz asiste a un grupo de apoyo de excompañeros que incluye a Graham, Dan, Kate, Ace, Tegan, Ian Chesterton (William Russell), Jo Jones (Katy Manning) y Melanie Bush (Bonnie Langford). La Doctor viaja a un acantilado donde finalmente se regenera en el Decimocuarto Doctor, que es físicamente similar a su décima encarnación.

## Producción

### Desarrollo
The Power of the Doctor fue escrita por el showrunner y productor ejecutivo Chris Chibnall y dirigida por Jamie Magnus Stone. Después de que se produjeran los dos primeros especiales como parte de los ocho episodios ordenados para la decimotercera temporada,  más tarde se ordenó un tercer especial de larga duración para coincidir con el centenario de la BBC y servir como episodio de regeneración de Whittaker. La BBC describe el episodio final como un "especial de épico éxito".
El elenco y los detalles del especial del centenario, sin revelar aún el título o la fecha de emisión, se dieron a conocer después de que concluyó Legend of the Sea Devils.
El nombre del especial se anunció el 14 de septiembre de 2022.

### Casting
Jodie Whittaker interpreta a la Decimotercer Doctor en su episodio final, junto a Mandip Gill como Yasmin Khan y John Bishop como Dan Lewis. La BBC anunció las salidas de Whittaker y Chibnall de la serie en julio de 2021.
Se lanzó un avance del especial en abril de 2022 y se confirmó el regreso de Jacob Anderson como Vinder y Jemma Redgrave como Kate Stewart, quienes aparecieron por última vez en la decimotercera temporada. El Amo, interpretado por Sacha Dhawan, y Ashad, interpretado por Patrick O'Kane, quienes aparecieron en la duodécima temporada, también regresaron. El especial también ve el regreso de los antiguos compañeros Tegan Jovanka, Ace y Graham O'Brien interpretados por Janet Fielding, Sophie Aldred y Bradley Walsh, respectivamente. También aparecen, como razas enemigas, los Daleks y los Cyberman.
En cameos, aparecen las encarnaciones primera, interpretado por David Bradley, quien previamente había realizado este papel en The Doctor Falls y Twice Upon a Time; quinta (Peter Davison), sexta (Colin Baker), séptima (Sylvester McCoy), octava (Paul McGann) y Fugitivo (Jo Martin), todos ellos siendo sus respectivos actores originales. David Tennant, quien anteriormente interpretó al Décimo Doctor, hace una breve aparición como el Decimocuarto Doctor recién regenerado .
Los antiguos acompañantes Ian Chesterton, Jo Jones y Melanie Bush, interpretados respectivamente por William Russell, Katy Manning y Bonnie Langford, también aparecen en breves cameos.

### Filmación
The Power of the Doctor se filmó a lo largo de septiembre de 2021, dirigida por Jamie Magnus Stone y concluyó el 13 de octubre de 2021.
Entre las pistas musicales que se escuchan en el episodio se encuentra «Rasputin» del grupo pop y eurodisco Boney M, lanzado originalmente en 1978; el Amo, interpretado por Dhawan, que representa al clérigo ruso, usa la canción para acompañar su inminente transformación. Dhawan señaló que solo le dieron "una o dos tomas" para la escena, "y no tuvimos tanto tiempo para filmarla".

## Emisión y recepción

### Difusión
El Poder del Doctor se emitió por primera vez el 23 de octubre de 2022 como parte de las celebraciones del centenario de la BBC y es el tercero y último de los tres especiales de 2022. El especial tiene una duración de 87 minutos.

### Calificaciones
El episodio fue visto por 3,71 millones de espectadores durante la noche, convirtiéndose en el cuarto programa más visto del día, con una audiencia máxima de 4,04 millones. El episodio recibió una puntuación del índice de apreciación de la audiencia de 82.

### Recepción crítica
En Rotten Tomatoes, el 100% de los siete críticos le dieron a The Power of the Doctor una reseña positiva, con una calificación promedio de 7,30 sobre 10.
Radio Times y The Daily Telegraph otorgaron al episodio cuatro de cinco estrellas, y este último calificó el episodio como "un emocionante viaje electrizante de sorpresas sin parar". La reseña de The Houston Press fue menos positiva, llamando al episodio "un cierre explosivo pero confuso" y concluyendo que "Doctor Who ya no parece tener un presente, y mucho menos un futuro".